# حاجی‌لر (خاچماز)
حاجی‌لر (به لاتین: Hacılar) یک منطقه مسکونی در جمهوری آذربایجان است که در شهرستان خاچماز واقع شده است.